# Чарлстон (Южная Каролина)
Ча́рлстон (англ. Charleston) — старейший и крупнейший по количеству жителей город американского штата Южная Каролина, административный центр одноимённого округа и центр городской агломерации Чарлстона, Норт-Чарлстона и Саммервилла. Город находится немного южнее центральной точки океанического побережья Южной Каролины у глубоководной Чарльстонской бухты, сформированной слиянием рек Эшли, Вандо и Купер (южного рукава реки Санти), что обуславливает историческую роль города как крупного порта на побережье Атлантического океана вплоть до нынешнего времени. По оценкам американского Бюро переписи населения, в 2017 году население города составляло 134 875 чел., а население Чарльстонской агломерации (округа Беркли, Чарлстон и Дорчестер) — 775 831 чел. по состоянию на 2017 год, что ставит её на 74 место по величине населения среди городских агломераций США и на третье место — в Южной Каролине.

## История
Первое английское поселение в пределах земель, ныне известных под названием Южной Каролины, было заложено в апреле 1670 года, губернатор Южной Каролины Уильям Сейл поднявшись на корабле «Каролина» вверх по реке Эшли, разбил первый палаточный городок на её берегу, в месте на мысу Албемарл (Albemarle Point), который был окружён болотами, в местности, называемой аборигенами «страна Кайава». В ноябре 1670 года поселенцам было объявлено, что город будет называться Charles Towne, то есть «город Карла», в честь правившего тогда короля Англии Карла II. Быстро были возведены городские укрепления (частокол и рвы) из-за угрозы испанского вторжения. В 1671-м в городе поселился сэр Джон Йеманс со своими рабами (ок. 200 чел.). Однако через десять лет было решено перенести город в более удобное место между реками Купер и Эшли, и в 1680 году Чарлстон был основан заново на месте, где он и находится до сих пор, после чего он стал богатеть на торговле рисом и индиго. В 1722—1783 годах его официальным наименованием было Charles City and Port. До 1775 года здесь находилась резиденция губернатора Южной Каролины, а до 1790 года он служил столицей соответствующего штата.
К началу войны за независимость США чарлстонский порт был крупнейшим в южных штатах и конкурировал с нью-йоркским портом по товарообороту. 11 февраля 1780 года британская армия высадилась в 20-ти милях от города, а 30 марта подошли к укреплениям города, началась осада Чарлстона. 12 мая город сдался. Капитуляция американской армии в Чарлстоне стала крупнейшим поражением американцев в той войне и крупнейшей капитуляцией в американской истории вплоть до капитуляции Хаперс-Ферри в сентябре 1862 года.
На протяжении первой половины XIX века Чарлстон — один из самых преуспевающих городов в южных штатах, важнейший хлопковый порт. В декабре 1860 года жители Чарлстона объявили о сецессии Южной Каролины от США. С захвата форта Самтер в Чарлстонской бухте началась Гражданская война в США (теперь форт объявлен национальным памятником). С 10 июля 1863 года по 18 февраля 1865 года город находился в блокаде. С попыткой прорвать эту блокаду связан первый в истории эпизод успешного применения подводной лодки: H. L. Hunley потопила шлюп USS Housatonic, но и сама погибла.
Лишившись своего значения в качестве хлопкового порта, Чарлстон столкнулся с экономическим спадом. В XX веке оплотом местной экономики была база военно-морского флота США, которую расширяли во время обеих мировых войн. Закрытие ряда оборонных предприятий в 1993 году было серьёзным ударом по городу.

## География
Согласно данным Бюро переписи населения США, город занимает общую площадь 347,5 км², из которых 251,2 км² приходится на сушу и 44,3 км² — на водные ресурсы.

### Климат
Город находится во влажном субтропическом климате (Cfa по классификации Кёппена) с мягкой зимой и жарким, влажным летом. На протяжении всего года выпадает большое количество осадков. Максимальная температура воздуха была зафиксирована 2 июня 1985 года на уровне 40 °C (104 °F), минимальная 21 января 1985 на уровне −12 °C (10 °F). Ураганы являются серьёзной угрозой для территории летом и ранней осенью, в сентябре 1989 года три четверти зданий пострадали от напора урагана «Хьюго»; общая сумма ущерба приблизилась к 3 миллиардам долларов.
- Среднегодовая температура — +18,8 C°
- Среднегодовая скорость ветра — 3,3 м/с
- Среднегодовая влажность воздуха — 74 %

| Показатель                    | Янв.  | Фев.  | Март | Апр. | Май  | Июнь | Июль | Авг. | Сен. | Окт. | Нояб. | Дек.  | Год   |
| ----------------------------- | ----- | ----- | ---- | ---- | ---- | ---- | ---- | ---- | ---- | ---- | ----- | ----- | ----- |
| Абсолютный максимум, °C       | 28,3  | 30,6  | 32,2 | 35,0 | 37,2 | 39,4 | 40,0 | 40,6 | 37,2 | 34,4 | 31,1  | 28,3  | 40,6  |
| Средний суточный максимум, °C | 15,0  | 17,1  | 20,9 | 24,7 | 28,4 | 31,3 | 32,8 | 31,9 | 29,3 | 25,1 | 21,0  | 16,4  | 24,5  |
| Средняя температура, °C       | 9,1   | 10,9  | 14,5 | 18,2 | 22,5 | 26,1 | 27,8 | 27,2 | 24,4 | 19,4 | 14,8  | 10,4  | 18,8  |
| Средний суточный минимум, °C  | 3,1   | 4,8   | 8,2  | 11,8 | 16,6 | 20,9 | 22,8 | 22,4 | 19,6 | 13,8 | 8,6   | 4,5   | 13,1  |
| Абсолютный минимум, °C        | −14,4 | −11,1 | −9,4 | −1,7 | 2,2  | 10,0 | 12,2 | 13,3 | 5,6  | −2,8 | −9,4  | −13,3 | −14,4 |
| Норма осадков, мм             | 94    | 75    | 94   | 74   | 77   | 144  | 166  | 182  | 155  | 95   | 62    | 79    | 1297  |
| Источник: Погода и климат     |       |       |      |      |      |      |      |      |      |      |       |       |       |

## Демография

### Динамика[6]
С 1970 года наблюдается стабильный рост численности населения Чарлстона:
| Численность населения (тыс. жителей) | Численность населения (тыс. жителей) | Численность населения (тыс. жителей) | Численность населения (тыс. жителей) | Численность населения (тыс. жителей) | Численность населения (тыс. жителей) | Численность населения (тыс. жителей) | Численность населения (тыс. жителей) | Численность населения (тыс. жителей) | Численность населения (тыс. жителей) |
| 1790                                 | 1800                                 | 1810                                 | 1820                                 | 1830                                 | 1840                                 | 1850                                 | 1860                                 | 1870                                 | 1880                                 |
| ------------------------------------ | ------------------------------------ | ------------------------------------ | ------------------------------------ | ------------------------------------ | ------------------------------------ | ------------------------------------ | ------------------------------------ | ------------------------------------ | ------------------------------------ |
| 16,359                               | ↗18,824                              | ↗24,711                              | ↗24,78                               | ↗30,289                              | ↘29,261                              | ↗42,985                              | ↘40,522                              | ↗48,956                              | ↗49,984                              |
| 1890                                 | 1900                                 | 1910                                 | 1920                                 | 1930                                 | 1940                                 | 1950                                 | 1960                                 | 1970                                 | 1980                                 |
| ↗54,955                              | ↗55,807                              | ↗58,833                              | ↗67,957                              | ↘62,265                              | ↗71,275                              | ↘70,174                              | ↘60,288                              | ↗66,945                              | ↗69,779                              |
| 1990                                 | 2000                                 | 2010                                 | 2012                                 | 2013                                 | 2014                                 | 2015                                 |                                      |                                      |                                      |
| ↗80,414                              | ↗96,65                               | ↗120,083                             | ↗125,583                             | ↗127,999                             | ↗130,113                             | ↗132,609                             |                                      |                                      |                                      |

## Экономика
Чарлстон является популярным туристическим направлением с большим количеством отелей, гостиниц, многочисленными ресторанами и магазинами.
Коммерческое судоходство имеет важное значение для экономики. В городе есть два морских терминала, принадлежащих и управляемых руководством портов Южной Каролины, которые являются частью четвертого по величине контейнерного морского порта на восточном побережье и тринадцатого по величине контейнерного морского порта в Северной Америке.
Порт также используется для передачи автомобилей и автозапчастей для автомобильного бизнеса Чарлстона, таких как Mercedes и Volvo .
Чарлстон становится популярным местом для работы в сфере информационных технологий и корпораций, и этот сектор имел самые высокие темпы роста между 2011 и 2012 годами, во многом благодаря Чарлстонскому цифровому коридору. В 2013 году Институт Милкена поставил регион Чарлстон на девятое место в рейтинге лучших экономик США из-за его растущего ИТ-сектора.
В июне 2017 года средняя цена продажи дома в Чарлстоне составляла 351 186 долларов.
Чарлстон был назван «самым дружелюбным городом Америки» по версии Travel + Leisure в 2011 году и в 2013 и 2014 годах по версии Condé Nast Traveler , , а также «самым вежливым и гостеприимным городом в Америке» по версии Южный Живой журнал . В 2016 году Чарлстон был назван «Лучшим городом мира» по версии Travel + Leisure .

### Отдел Полиции
Департамент полиции Чарльстона, насчитывающий в общей сложности 458 офицеров, 117 гражданских лиц и 27 офицеров запаса, является крупнейшим полицейским управлением Южной Каролины . Согласно заключительным отчетам ФБР за 2005 год, уровень преступности в Чарльстоне был ниже, чем в среднем по стране почти во всех основных категориях . Лютер Рейнольдс является действующим начальником полиции. Он следует за Грегом Малленом, бывшим заместителем начальника Вирджиния-Бич. До Маллена начальником полиции Чарльстона был Рубен Гринберг, ушедший в отставку 12 августа 2005 года. Гринбергу приписывают создание вежливой полиции, которая хорошо контролировала работу подчиненных .

## Достопримечательности
Город известен своими старинными домами и церквями колониального периода, живописными улочками и двориками, а также садами. Несколько усадеб плантаторов открыты для посещения в качестве музеев.
Среди образовательных учреждений — муниципальный колледж (1770, первый в США), медицинский университет (1824) и военная школа (1842).
Чарлстонский музей (1773) — старейший музей в США.

## Города-побратимы
- Сполето (Италия)
- Саванна (США)
- Берлин (Германия)